# جامعة أونيسيال
أونيسيال هي واحدة من سبع جامعات رقمية فرنسية. وهي مخصصة في الميادين التالية : الرياضيات، الإعلاميات، الفيزياء، الكيمياء، علوم الحياة والأرض (علوم الحياة : البيولوجيا؛ علوم الأرض والكون : الجيولوجيا، الفيزياء الفلكية).